# Крислово
Кри́слово (болг. Крислово) — село в Пловдивській області Болгарії. Входить до складу общини Мариця.

## Населення
За даними перепису населення 2011 року у селі проживали 650 осіб.
Національний склад населення села:
| Національність   | Кількість осіб | Відсоток |
| ---------------- | -------------- | -------- |
| болгари          | 530            | 87,5%    |
| турки            | 74             | 12,2%    |
| інша             | 0              | 0%       |
| Всього відповіли | 606            |          |

Розподіл населення за віком у 2011 році:
Динаміка населення: